# Serge Andolenko
Serge Andolenko (* 26. Juni 1907 in Wolotschysk, Russisches Kaiserreich; † 27. August 1973 in Miglos, Département Ariège) war ein französischer General russisch-ukrainischer Herkunft.

## Leben und Wirken
Andolenko stammte aus einer Offiziersfamilie mit langer Tradition: sein Vater war Offizier bei den kaiserlichen Dragonern, sein Großvater und Urgroßvater dienten als Offiziere in der zaristischen Garde.
Als sein Vater 1919 im Bürgerkrieg starb, floh seine Mutter mit ihm ins Exil nach Frankreich. Zwischen 1924 und 1926 besuchte Andolenko zusammen mit Prinz Dimitri Amilakhvari (1906–1942) die Militärschule Saint-Cyr. Anschließend kam er im Rang eines Sous-lieutenants zum 1er Régiment Étranger der Fremdenlegion nach Sidi bel Abbès (Algerien). Er konnte sich auszeichnen und bekam im Mai 1928 die französische Staatsbürgerschaft.
Danach wurde Andolenko in Marokko eingesetzt und später auch an der Levante. Andolenko bewährte sich und nach einigen Beförderungen kam er in den Stab von General Joseph de Montsabert (1887–1981). Ende des Zweiten Weltkriegs wurde er nach Marseille abkommandiert und blieb dort bis Winter 1945/46.
Als nach dem Krieg die Fremdenlegion neu strukturiert wurde, übertrug man Andolenko nach einer weiteren Beförderung das Kommando des 5e Régiment Étranger in Algerien. Zwischen 1954 und 1959 kämpfte Andolenko im Bürgerkrieg (→Französische Doktrin). Anlässlich einer weiteren Beförderung wurde er 1959/60 in Paris mit administrativen Aufgaben betraut.
Charles de Gaulle sandte Andolenko 1961 als Militärattaché nach Wien. 1963 kehrte Andolenko nach Frankreich zurück und gab in den folgenden Jahren alle seine Ämter auf. Er ließ sich in Miglos nieder und starb dort am 27. August 1973.

## Ehrungen
- Kommandeur der Ehrenlegion (Frankreich)
- Bronze Star (USA)
- Nischan el Iftikhar (Tunesien)
- Ouissam Alaouite (Marokko)
- Croix de guerre (Frankreich)

## Schriften (Auswahl)
- La filiation des bataillons de Légion étrangère. Paris 1935.
- Les drapeaux de la Grande Guerre. Paris 1945.
- Recueil d'historiques d'infanterie française. Paris 1969 (unveränd. Nachdr. d. Ausg. Paris 1949)
- Recueil d'historiques de l'armé blindée et de la cavalerie. Paris 1968.
- Aigles de Napoléon contre drapeaux du Tsar. Paris 1969.

| Personendaten    | Personendaten                                        |
| ---------------- | ---------------------------------------------------- |
| NAME             | Andolenko, Serge                                     |
| KURZBESCHREIBUNG | französischer General russisch-ukrainischer Herkunft |
| GEBURTSDATUM     | 26. Juni 1907                                        |
| GEBURTSORT       | Wolotschysk, Russisches Kaiserreich                  |
| STERBEDATUM      | 27. August 1973                                      |
| STERBEORT        | Miglos, Département Ariège                           |